# Missions Kimono
 (juin 2019).
Si vous disposez d'ouvrages ou d'articles de référence ou si vous connaissez des sites web de qualité traitant du thème abordé ici, merci de compléter l'article en donnant les références utiles à sa vérifiabilité et en les liant à la section « Notes et références ».
La bande dessinée Missions Kimono est une série relatant des aventures (fictives) des pilotes de la flottille 11F, une des unités de l'aviation navale française.

## Histoire
La première aventure de cette série (Ariane) a été publiée en février 2000 pour le Télégramme de Brest. En 2001, Jean-Yves Brouard créer sa propre maison d'édition pour cette série, JYB Aventures.
Par la suite, la série s'inspire de la géopolitique de l'époque et suit les avancées technologiques, en particulier lors du passage du Super-étendard au Rafale.
La majorité des aventures se déroulent sur le porte-avion "Charles de Gaulle".
En 2019, elle est traduite en chinois par un éditeur de Hong Kong.

## Titres
| Tome    | Cycle | Titre                                                 | Auteurs                                                           | Date de parution  |
| ------- | ----- | ----------------------------------------------------- | ----------------------------------------------------------------- | ----------------- |
| Tome 1  | 1     | Derelict ; Virus sur le "Majunga" ; Objectif "Ariane" | Jean-Yves Brouard, Francis Nicole                                 | Janvier 2001      |
| Tome 2  | 2     | Assaut-Mer                                            | Jean-Yves Brouard, Francis Nicole                                 | Mai 2002          |
| Tome 3  | 2     | Scorpion Noir                                         | Jean-Yves Brouard, Francis Nicole                                 | Avril 2003        |
| Tome 4  | 2     | Coup d'Etat                                           | Jean-Yves Brouard, Francis Nicole                                 | Février 2004      |
| Tome 5  | 3     | Black Cat                                             | Jean-Yves Brouard, Francis Nicole                                 | Novembre 2004     |
| Tome 6  | 3     | Piège à Koh-E-Shar                                    | Jean-Yves Brouard, Francis Nicole                                 | Mars 2005         |
| Tome 7  | 3     | A.M.N.                                                | Jean-Yves Brouard, Francis Nicole                                 | Avril 2006        |
| Tome 8  | 3     | Tiger                                                 | Jean-Yves Brouard, Francis Nicole                                 | Mars 2007         |
| Tome 9  | 3     | Pour Sadia                                            | Jean-Yves Brouard, Francis Nicole                                 | Avril 2008        |
| Tome 10 | 3     | La nuit du Caracal                                    | Jean-Yves Brouard, Francis Nicole                                 | Avril 2009        |
| Tome 11 | 4     | Rescue Echo                                           | Jean-Yves Brouard, Francis Nicole                                 | Avril 2010        |
| Tome 12 | 4     | Top Attaque                                           | Jean-Yves Brouard, Francis Nicole                                 | Avril 2011        |
| Tome 13 | 5     | Rafale sur l'Arctique                                 | Jean-Yves Brouard, Francis Nicole                                 | 16 Avril 2012     |
| Tome 14 | 5     | L'ile Tsiolkovski                                     | Jean-Yves Brouard, Francis Nicole                                 | 01 Avril 2013     |
| Tome 15 | 5     | Quatre Scalp                                          | Jean-Yves Brouard, Francis Nicole                                 | 01 Mars 2014      |
| Tome 16 | 6     | Eternel retour                                        | Jean-Yves Brouard, Francis Nicole                                 | 01 Avril 2015     |
| Tome 17 | 6     | Opération Pasni                                       | Jean-Yves Brouard, Francis Nicole                                 | 01 Avril 2016     |
| Tome 18 | 6     | El "Chino"                                            | Jean-Yves Brouard, Francis Nicole                                 | 09 Juin 2017      |
| Tome 19 | 7     | Sauvetages                                            | Jean-Yves Brouard, Francis Nicole, Claire Bigard, Carlo Velardi   | 25 Mai 2018       |
| Tome 20 | 8     | Milena                                                | Jean-Yves Brouard, Carlo Velardi, Andrea Rossetto, Francis Nicole | 23 Mai 2019       |
| Tome 21 | 8     | Les loups de Linz                                     | Jean-Yves Brouard, Andrea Rossetto, Francis Nicole                | 25 Septembre 2020 |
| Tome 22 | 9     | Aladin                                                | Jean-Yves Brouard, Francis Nicole                                 | 10 Septembre 2021 |
| Tome 23 | 10    | Les otages du Deraa                                   | Jean-Yves Brouard, Andrea Rossetto, Francis Nicole                | 29 Avril 2022     |
| Tome 24 | 10    | Renégat                                               | Jean-Yves Brouard, Andrea Rossetto, Francis Nicole                | 7 Avril 2023      |